# Легка атлетика на літніх Олімпійських іграх 1964
Змагання з легкої атлетики на літніх Олімпійських іграх 1964 були проведені з 14 по 21 жовтня в Токіо на Національному стадіоні.
Зіркою Ігор на біговій доріжці став новозеландський атлет, Пітер Снелл. Попередній титул олімпійського чемпіона він виграв 1960 року на початку своєї кар'єри, а станом на 1964 рік він вважавсня найкращим бігуном на середні дистанції в світі. В Токіо він вирішив змагатись на двох дистанціях (800 та 1500 метрів) та достатньо комфортно виграв обидві. Іншим дворазовим чемпіоном Ігор стала радянська метальниця Тамара Пресс.
Ще кілька атлетів (так само як і Снелл на 800-метрівці) повторили у Токіо свій римський олімпійський успіх 4-річної давнини. Метальник диска Ел Ортер став олімпійським чемпіоном втретє поспіль, попри травму, яка змушувала його терпіти біль під час стартів. Юзеф Шмідт з Польщі захистив свій титул у потрійному стрибку, а ефіоп Абебе Бікіла знову став першим у марафоні.
Австралійка Бетті Катберт після перемог 1956 року на 100- та 200-метрівці в Мельбурні стала олімпійською чемпіонкою на 400-метрівці, яка була вперше представлена в жіночій олімпійській програмі. Спортсменка здобула перемогу над британкою Енн Пакер, яка в свою чергу також виграла в Японії, але на дистанції вдвічі довшій, встановивши новий світовий рекорд.
Найбільша несподіванка трапилась у бігу на 10000 метрів, де перемогу неочікувано здобув американець Біллі Міллс. Чинний на той час рекордсмен світу, австралієць Рон Кларк, був лише третім.

## Призери

### Чоловіки
| Дисципліни                              | Золото                                                         | Золото                 | Срібло                                                             | Срібло              | Бронза                                                                    | Бронза              |
| --------------------------------------- | -------------------------------------------------------------- | ---------------------- | ------------------------------------------------------------------ | ------------------- | ------------------------------------------------------------------------- | ------------------- |
| 100 метрів (вітер: 1,1 м/с)             | Боб Гейс · США                                                 | 10,0 =WR (10,06)       | Енріке Фігерола · Куба                                             | 10,2 (10,25)        | Генрі Джером · Канада                                                     | 10,2 (10,27)        |
| 200 метрів (вітер: 0,9 м/с)             | Генрі Карр · США                                               | 20,3 OR (20,36)        | Пол Дрейтон · США                                                  | 20,5 (20,58)        | Едвін Робертс · Тринідад і Тобаго                                         | 20,6 (20,63)        |
| 400 метрів                              | Майк Ларрабі · США                                             | 45,1 (45,15)           | Венделл Моттлі · Тринідад і Тобаго                                 | 45,2 (45,24)        | Анджей Баденський · Польща                                                | 45,6 (45,64)        |
| 800 метрів                              | Пітер Снелл · Нова Зеландія                                    | 1.45,1 OR              | Білл Крозерс · Канада                                              | 1.45,9              | Вілсон Кіпругут · Кенія                                                   | 1.45,9              |
| 1500 метрів                             | Пітер Снелл · Нова Зеландія                                    | 3.38,1                 | Йозеф Одложил · Чехословаччина                                     | 3.39,6              | Джон Девіс · Нова Зеландія                                                | 3.39,6              |
| 5000 метрів                             | Боб Шуль · США                                                 | 13.48,8                | Гаральд Норпот · Об'єднана німецька команда                        | 13.49,6             | Білл Деллінджер · США                                                     | 13.49,8             |
| 10000 метрів                            | Біллі Міллс · США                                              | 28.24,4 OR             | Могамад Ґаммуді · Туніс                                            | 28.24,8             | Рон Кларк · Австралія                                                     | 28.25,8             |
| 110 метрів з бар'єрами (вітер: 2,0 м/с) | Гейс Джонс · США                                               | 13,6 (13,66)           | Блейн Ліндгрен · США                                               | 13,7 (13,74)        | Анатолій Михайлов · СРСР                                                  | 13,7 (13,78)        |
| 400 метрів з бар'єрами                  | Рекс Коулі · США                                               | 49,6                   | Джон Купер · Велика Британія                                       | 50,1                | Сальваторе Морале · Італія                                                | 50,1                |
| 3000 метрів з перешкодами               | Гастон Рулантс · Бельгія                                       | 8.30,8 OR              | Моріс Герріотт · Велика Британія                                   | 8.32,4              | Іван Бєляєв · СРСР                                                        | 8.33,8              |
| 4×100 метрів                            | США · Пол Дрейтон · Джеррі Ешворт · Річард Стеббінс · Боб Гейс | 39,0 WR (39,06)        | Польща Анджей Зелінський Веслав Маняк Маріан Фойк Маріан Дудзяк    | 39,3 (39,36)        | Франція Поль Женеве Бернар Лебьор Клод Пікемаль Жослен Делкур             | 39,3 (39,36)        |
| 4×400 метрів                            | США · Оллан Касселл · Майк Ларрабі · Уліс Вільямс · Генрі Карр | 3.00,7 WR              | Велика Британія Тім Грем Едріен Меткалф Джон Купер Роббі Брайтвелл | 3.01,6              | Тринідад і Тобаго Едвін Скіннер Кент Бернард Едвін Робертс Венделл Моттлі | 3.01,7              |
|                                         |                                                                |                        |                                                                    |                     |                                                                           |                     |
| Марафон                                 | Абебе Бікіла · Ефіопія                                         | 2:12.11,2 WB (2:12.12) | Безіл Гітлі · Велика Британія                                      | 2:16.19,2 (2:16.20) | Кокіті Цубурая · Японія                                                   | 2:16.22,8 (2:16.23) |
| Ходьба 20 кілометрів                    | Кен Метьюз · Велика Британія                                   | 1:29.34,0 OR (1:29.34) | Дітер Лінднер · Об'єднана німецька команда                         | 1:31.13,2 (1:31.13) | Володимир Голубничий · СРСР                                               | 1:31:59.4 (1:32.00) |
| Ходьба 50 кілометрів                    | Абдон Памич · Італія                                           | 4:11.12,4 OR (4:11.13) | Пол Нігілл · Велика Британія                                       | 4:11.31,2 (4:11.32) | Інгвар Петтерссон · Швеція                                                | 4:14.17,4 (4:14.18) |
|                                         |                                                                |                        |                                                                    |                     |                                                                           |                     |
| Стрибки у висоту                        | Валерій Брумель · СРСР                                         | 2,18 OR                | Джон Томас · США                                                   | 2,18 OR             | Джон Рембо · США                                                          | 2,16                |
| Стрибки з жердиною                      | Фред Гансен · США                                              | 5,10 OR                | Вольфганг Райнгардт · Об'єднана німецька команда                   | 5,05                | Клаус Ленертц · Об'єднана німецька команда                                | 5,00                |
| Стрибки у довжину                       | Лінн Девіс · Велика Британія                                   | 8,07                   | Ральф Бостон · США                                                 | 8,03                | Ігор Тер-Ованесян · СРСР                                                  | 7,99                |
| Потрійний стрибок                       | Юзеф Шмідт · Польща                                            | 16,85 OR               | Олег Федосеєв · СРСР                                               | 16,58               | Віктор Кравченко · СРСР                                                   | 16,57               |
| Штовхання ядра                          | Даллас Лонг · США                                              | 20,33 OR               | Ренді Метсон · США                                                 | 20,20               | Вільмош Варью · Угорщина                                                  | 19,39               |
| Метання диска                           | Ел Ортер · США                                                 | 61,00 OR               | Людвік Данек · Чехословаччина                                      | 60,52               | Дейв Вейлл · США                                                          | 59,49               |
| Метання молота                          | Ромуальд Клим · СРСР                                           | 69,74 OR               | Дьюла Живоцький · Угорщина                                         | 69,09               | Уве Беєр · Об'єднана німецька команда                                     | 68,09               |
| Метання списа                           | Паулі Невала · Фінляндія                                       | 82,66                  | Гергей Кульчар · Угорщина                                          | 82,32               | Яніс Лусіс · СРСР                                                         | 80,57               |
|                                         |                                                                |                        |                                                                    |                     |                                                                           |                     |
| Десятиборство                           | Віллі Гольдорф · Об'єднана німецька команда                    | 7887                   | Рейн Аун · СРСР                                                    | 7842                | Ганс-Йоахім Вальде · Об'єднана німецька команда                           | 7809                |

### Жінки
| Дисципліни                             | Золото                                                                 | Золото          | Срібло                                                         | Срібло       | Бронза                                                             | Бронза       |
| -------------------------------------- | ---------------------------------------------------------------------- | --------------- | -------------------------------------------------------------- | ------------ | ------------------------------------------------------------------ | ------------ |
| 100 метрів (вітер: -1,2 м/с)           | Вайомія Таєс · США                                                     | 11,4 (11,49)    | Едіт Макгвайр · США                                            | 11,6 (11,62) | Єва Клобуковська · Польща                                          | 11,6 (11,64) |
| 200 метрів (вітер: 0,8 м/с)            | Едіт Макгвайр · США                                                    | 23,0 OR (23,05) | Ірена Кіршенштейн · Польща                                     | 23,1 (23,13) | Мерілін Блек · Австралія                                           | 23,1 (23,18) |
| 400 метрів                             | Бетті Катберт · Австралія                                              | 52,0 OR (52,01) | Енн Пакер · Велика Британія                                    | 52,2 (52,20) | Джуді Амур · Австралія                                             | 53,4         |
| 800 метрів                             | Енн Пакер · Велика Британія                                            | 2.01,1 WR       | Марівонн Дюпюрер · Франція                                     | 2.01,9       | Маріс Чемберлен · Нова Зеландія                                    | 2.02,8       |
| 80 метрів з бар'єрами (вітер: 2,3 м/с) | Карін Бальцер · Об'єднана німецька команда                             | 10,5 (10,54)    | Тереса Цєпли · Польща                                          | 10,5 (10,55) | Памела Кілборн · Австралія                                         | 10,6 (10,56) |
| 4×100 метрів                           | Польща Тереса Цєпли Ірена Кіршенштейн Галина Гурецька Єва Клобуковська | 43,6 WR (43,69) | США · Віллі Вайт · Вайомія Таєс · Мерілін Вайт · Едіт Макгвайр | 43,9 (43,92) | Велика Британія Джанет Сімпсон Мері Ренд Дафні Арден Дороті Гайман | 44,0 (44,09) |
|                                        |                                                                        |                 |                                                                |              |                                                                    |              |
| Стрибки у висоту                       | Йоланда Балаш · Румунія                                                | 1,90 OR         | Мішель Браун · Австралія                                       | 1,80         | Таїсія Ченчик · СРСР                                               | 1,78         |
| Стрибки у довжину                      | Мері Ренд · Велика Британія                                            | 6,76 WR         | Ірена Кіршенштейн · Польща                                     | 6,60         | Тетяна Щелканова · СРСР                                            | 6,42         |
| Штовхання ядра                         | Тамара Пресс · СРСР                                                    | 18,14 OR        | Ренате Кульмбергер · Об'єднана німецька команда                | 17,61        | Галина Зибіна · СРСР                                               | 17,45        |
| Метання диска                          | Тамара Пресс · СРСР                                                    | 57,27 OR        | Інгрід Лотц · Об'єднана німецька команда                       | 57,21        | Ліа Маноліу · Румунія                                              | 56,97        |
| Метання списа                          | Міхаела Пенеш · Румунія                                                | 60,54           | Марта Рудаш · Угорщина                                         | 58,27        | Олена Горчакова · СРСР                                             | 57,06        |
|                                        |                                                                        |                 |                                                                |              |                                                                    |              |
| П'ятиборство                           | Ірина Пресс · СРСР                                                     | 5246 WR         | Мері Ренд · Велика Британія                                    | 5235         | Галина Бистрова · СРСР                                             | 4956         |

## Медальний залік
| Місце | Країна                     | Золото | Срібло | Бронза | Загалом |
| ----- | -------------------------- | ------ | ------ | ------ | ------- |
| 1     | США                        | 14     | 7      | 3      | 24      |
| 2     | СРСР                       | 5      | 2      | 11     | 18      |
| 3     | Велика Британія            | 4      | 7      | 1      | 12      |
| 4     | Об'єднана німецька команда | 2      | 5      | 3      | 10      |
| 4     | Польща                     | 2      | 4      | 2      | 8       |
| 6     | Нова Зеландія              | 2      | 0      | 2      | 4       |
| 7     | Румунія                    | 2      | 0      | 1      | 3       |
| 8     | Австралія                  | 1      | 1      | 4      | 6       |
| 9     | Італія                     | 1      | 0      | 1      | 2       |
| 10    | Бельгія                    | 1      | 0      | 0      | 1       |
| 10    | Ефіопія                    | 1      | 0      | 0      | 1       |
| 10    | Фінляндія                  | 1      | 0      | 0      | 1       |
| 13    | Угорщина                   | 0      | 3      | 1      | 4       |
| 14    | Чехословаччина             | 0      | 2      | 0      | 2       |
| 15    | Тринідад і Тобаго          | 0      | 1      | 2      | 3       |
| 16    | Канада                     | 0      | 1      | 1      | 2       |
| 16    | Франція                    | 0      | 1      | 1      | 2       |
| 18    | Куба                       | 0      | 1      | 0      | 1       |
| 18    | Туніс                      | 0      | 1      | 0      | 1       |
| 20    | Японія                     | 0      | 0      | 1      | 1       |
| 20    | Кенія                      | 0      | 0      | 1      | 1       |
| 20    | Швеція                     | 0      | 0      | 1      | 1       |